# Potengi
Potengi este un oraș în statul Ceará (CE) din Brazilia.